# Dysithamnus
Dysithamnus – rodzaj ptaków z podrodziny chronek (Thamnophilinae) w rodzinie chronkowatych (Thamnophilidae).

## Zasięg występowania
Rodzaj obejmuje gatunki występujące w Ameryce Południowej i Centralnej.

## Morfologia
Długość ciała 10–13,5 cm; masa ciała 11–20 g.

## Systematyka

### Etymologia
Dysithamnus: gr. δυω duō „zanurzyć, pogrążyć”; θαμνος thamnos „krzew”.

### Podział systematyczny
Do rodzaju należą następujące gatunki:
- Dysithamnus striaticeps Lawrence, 1865 – krępomrowiec smugogłowy
- Dysithamnus puncticeps Salvin, 1866 – krępomrowiec perlisty
- Dysithamnus plumbeus (zu Wied, 1831) – krępomrowiec ołowiowy
- Dysithamnus stictothorax (Temminck, 1823) – krępomrowiec piegowaty
- Dysithamnus xanthopterus Burmeister, 1856 – krępomrowiec rdzawogrzbiety
- Dysithamnus occidentalis (Chapman, 1923) – krępomrowiec stokowy
- Dysithamnus mentalis (Temminck, 1823) – krępomrowiec czarnolicy
- Dysithamnus leucostictus P.L. Sclater, 1858 – krępomrowiec ponury